# Nippon Animation
Nippon Animation (яп. 日本アニメーション Ніппон Аніме: сьон) — японська анімаційна студія. Центральний офіс компанії знаходиться в Токіо. Nippon Animation славиться виробництвом аніме-серіалів, заснованих на сюжетах літературних творів, таких як «Бджілка Майя», «Енн із Зелених Дахів», «Пригоди Тома Сойєра». Хаяо Міядзакі і Ісао Такахата, засновники знаменитої студії Ghibli, працювали над деякими серіалами студії Nippon Animation.

## Історія студії
Nippon Animation походить від Zuiyo Eizo (Zuiyo Enterprises), студії, яка випустила кілька популярних серіалів на початку і середині 1970-х років, в тому числі «Хайді — дівчинка Альп» по книзі Йоганни Спірі. Аніме «Хайді» було в Японії дуже популярним, але Zuiyo Eizo незабаром виявилася в скрутному фінансовому становищі через занадто серйозних витрат на створення цього серіалу, який Zuiyo Eizo намагався продати на європейському ринку. У 1975 році Zuiyo Eizo була розділена на дві студії: Zuiyo (без Eizo), який увібрав в себе заборгованість і права на аніме «Хайді», і Nippon Animation. Офіційно Nippon Animation Co., Ltd була створена в червні 1975 року президентом компанії Коїті Мотохасі. Nippon Animation здобула успіх відразу після виходу аніме-серіалів «Бджілка Майя» і «Фландрийский пес».

## Здобутки
Окрім серіалу «Кінотеатр світових шедеврів», Nippon Animation також випустила багато інших серіалів, заснованих на західних літературних творах, а також на оригінальних творах та адаптаціях японської манґи. Особливо, до «Джіні зі світло-каштановим волоссям» (1992), піку постановок, заснованих на західних літературних творах. Багато з них включено до переліку робіт студії нижче.
З постановок студії, не заснованих на західній літературі, найпопулярнішою, безсумнівно, є «Чібі Маруко-чан» (1990), знята за мотивами популярної манґи Момоко Сакури. На піку популярності цей життєвий аніме про надзвичайно розумну дівчинку молодшого шкільного віку та її сім'ю і друзів мав рейтинг майже 40%, що зробило його одним із найрейтинговіших аніме-серіалів в історії (і найрейтинговішою аніме-програмою в історії Японії на той час).

## Список випущених аніме
1. Вікі Вікінг (яп. 小さなバイキング　ビッケ Chiisana Viking Vickie, 1974)
2. Бджілка Майя (яп. みつばちマーヤの冒険 Mitsubachi Maya no Bouken, 1975)
3. Синдбад (яп. アラビアンナイト シンドバットの冒険 Arabian Nights: Sindbad no Bouken, 1975)
4. Лора, дівчинка з прерій (яп. 草原の少女ローラ Sougen no Shoujo Laura, 1975)
5. Пригоди Пікколіно (яп. ピコリーノの冒険 Piccolino no Bouken, 1976)
6. Маленька Лулу і її друзі (яп. リトル・ルルとちっちゃい仲間 Little Lulu to Chicchai Nakama, 1976)
7. Джекі та Джилл. Ведмежата з гори Тарак (яп. シートン動物記 くまの子ジャッキー Seton Doubutsuki: Kuma no Ko Jacky, 1977)
8. Конан - хлопчик з майбутнього (яп. 未来少年コナン Mirai Shounen Konan, 1978)
9. Білочка Баннертайл (яп. シートン動物記 りすのバナー Seton Dobutsuki Risu no Banner, 1979)
10. Історія серця: Школа любові (яп. 愛の学校　クオレ物語 Ai no Gakko Cuore Monogatari, 1981)
11. Аліса в Країні Чудес (яп. ふしぎの国のアリス Fushigi no Kuni no Alice, 1983)
12. Байки Езопа (яп. まんがイソップ物語 Manga Aesop Monogatari, 1983)
13. Руи — маленький лицар (яп. リトル・エル・シドの冒険 Little El Cid no Bouken, 1984)
14. Навколо світу з Віллі Фогом (яп. アニメ８０日間世界一周 Anime 80 Sekai Isshu, 1984)
15. Пригоди Боско (яп. ボスコ アドベンチャ Bosco Adventure, 1986)
16. Казки братів Грімм (яп. グリム名作劇場 Grimm Meisaku Gekijou, 1987)
17. Книга Джунглів (яп. ジャングルブック　少年モーグリ Jungle Book: Shounen Mowgli, 1989)
18. Д'Артаньгав і три пса-мушкетери (яп. ワンワン三銃士 Wanwan Sanjuushi, 1981)
19. Дівчинка на вітрі: Русява Джені (яп. 風の中の少女 金髪のジェニー Kaze no Naka no Shoujo Kinpatsu no Jeanie, 1992)
20. Щоденник Анни Франк (яп. アンネ･フランク物語　アンネの日記と童話より Anne Frank Monogatari: Anne no Nikki to Douwa Yori, 1979)
21. Легенда про Манксмоусе (яп. トンデモネズミ大活躍 Tondemo Nezumi Daikatsuyaku, 1979)
22. Велика війна звірів Тихого лісу (яп. のどか森の動物大作戦 Nodoka Mori no Doubutsu Daisakusen, 1980)
23. Маленькі мандрівники (яп. 瞳のなかの少年　１５少年漂流記 Hitomi no Naka no Shounen: Juugo Shounen Hyouryuuki, 1987)
24. Мене звуть Теппей (яп. おれは鉄兵 Ore wa Teppei, 1977)
25. Юна Шарлотта (яп. 若草のシャルロット Wakakusa no Charlotte, 1977)
26. Її королівська високість малятко Енджі (яп. 女王陛下のプティアンジェ Jouo Heika no Petite Ange, 1977)
27. Сучасна дівчина (яп. はいからさんが通る Haikara-san ga Tooru1978)
28. Ведмедик Міша (яп. こぐまのミーシャ Koguma no Misha, 1979)
29. Рибак Сампей (яп. 釣りキチ三平 Tsurikichi Sanpei, 1980)
30. Міму, мандрівниця по снам (яп. ミームいろいろ夢の旅 Mimu Iro Iro Yume no Tabi, 1983)
31. Чудова коала Блінкі (яп. ふしぎなコアラ ブリンキー Fushigi na Koala Blinky, 1984)
32. Шукачі пригод в космосі (яп. 宇宙船サジタリウス Uchuusen Sagittarius, 1986)
33. Анімована японська класика (яп. 住友生命 青春アニメ全集 Seishun Anime Zenshuu, 1986)
34. Дагон в Трав'яних Землях (яп. いきなりダゴン Ikinari Dagon, 1988)
35. Топо Джіджіо (яп. トッポ・ジージョ Topo Gigio, 1988)
36. Коротунка Маруко (яп. ちびまる子ちゃん Chibi Maruko-chan, 1990)
37. Христофор Колумб (яп. 冒険者 Boukensha, 1992)
38. Папуа (яп. 南国少年パプワくん Nangoku Shounen Papuwa-kun, 1992)
39. Капітан Цубаса (яп. キャプテン翼 Captain Tsubasa, 1994)
40. Чарівний круг Гуру-гуру (яп. 魔法陣グルグル Mahoujin Guruguru, 1994)
41. Супер-свинка (яп. 愛と勇気のピッグガール とんでぶーりん Ai to Yuuki no Pig Girl Tonde Buurin, 1994)
42. Мама любить Пойопойо-Сауруса (яп. ママはぽよぽよザウルスがお好き Mama wa Poyopoyosaurus ga o Suki, 1995)
43. Chuuka Ichiban! (яп. 中華一番!, 1997)
44. Hunter × Hunter (яп. ハンター×ハンター, 1999)
45. Коректор Юи (яп. コレクター・ユイ Corrector Yui, 1999)
46. Марселіно, хліб і вино (яп. マルセリーノ Marcelino, 2000)
47. Принцеса Комета (яп. Cosmic Baton Girl　コメットさん☆ Cosmic Baton Girl Comet-san, 2001)
48. Hungry Heart: Wild Striker (яп. ハングリーハート WILD STRIKER, 2002)
49. Фантастичні діти (яп. ファンタジックチルドレン Fantastic Children, 2004)
50. Рита і Яктотак (яп. リタとナントカ Rita to Nantoka)